# Secale
Secale és un gènere de plantes de la família de les poàcies, ordre de les poals, subclasse de les commelínides, classe de les liliòpsides, divisió dels magnoliofitins.

## Taxonomia
- Secale cereale L. sègol, es cultiva per extreure'n el gra, com a planta farratgera i per aprofitar un fong que el parasita.

| - Secale aestivum - Secale afghanicum - Secale africanum - Secale anatolicum - Secale ancestrale - Secale arundinaceum - Secale barbatum - Secale bromoides - Secale campestre - Secale cereale - Secale chaldicum - Secale ciliatoglume - Secale compositum - Secale cornutum | - Secale creticum - Secale dalmaticum - Secale daralagesi - Secale derzhavinii - Secale dighoricum - Secale fragile - Secale glaucum - Secale hirtum - Secale hybernum - Secale iranicum - Secale kuprijanovi - Secale kuprijanovii - Secale leptorhachis - Secale montanum | - Secale orientale - Secale prostratum - Secale pumilum - Secale pungens - Secale reptans - Secale segetale - Secale sibiricum - Secale spontaneum - Secale strictum - Secale sylvestre - Secale triflorum - Secale turkestanicum - Secale vavilovii - Secale vernum - Secale villosum |